# Kargen (Sigmarszell)
Kargen (mundartlich: m'Khargə) ist ein Gemeindeteil der Gemeinde Sigmarszell im bayerisch-schwäbischen Landkreis Lindau (Bodensee).

## Geographie
Der Weiler liegt circa fünf Kilometer nordöstlich des Hauptorts Sigmarszell am Kinberg.

## Ortsname
Der Ortsname stammt vom Familiennamen Karg und bedeutet (Ansiedlung) des Karg.

## Geschichte
Kargen wurde erstmals urkundlich im Jahr 1569 als Kargen mit den Einwohnern Laurenz Karg, Kaspar Karg und Hans Kargen Witwe erwähnt. 1771 fand die Vereinödung Kargens mit fünf Teilnehmern statt. Der Ort gehörte einst zum Gericht Simmerberg in der Herrschaft Bregenz.